# 施滕普弗萊湖
48°20′21″N 10°55′04″E / 48.339228°N 10.917747°E
施滕普弗萊湖（德語：Stempflesee），是德國的人工湖，位於該國東南部，由巴伐利亞負責管轄，處於施瓦本行政區，面積0.01平方公里，海拔高度493米，每年平均降雨量1,229毫米。當地政府最早於1915年11月19日開始規劃施滕普弗萊湖，1926年正式建成 。